# Marchesella Adelardi
Marchesella Adelardi (Ferrara, 1177 – Ferrara, 1186 o 1187) è stata una nobile italiana.

## Biografia

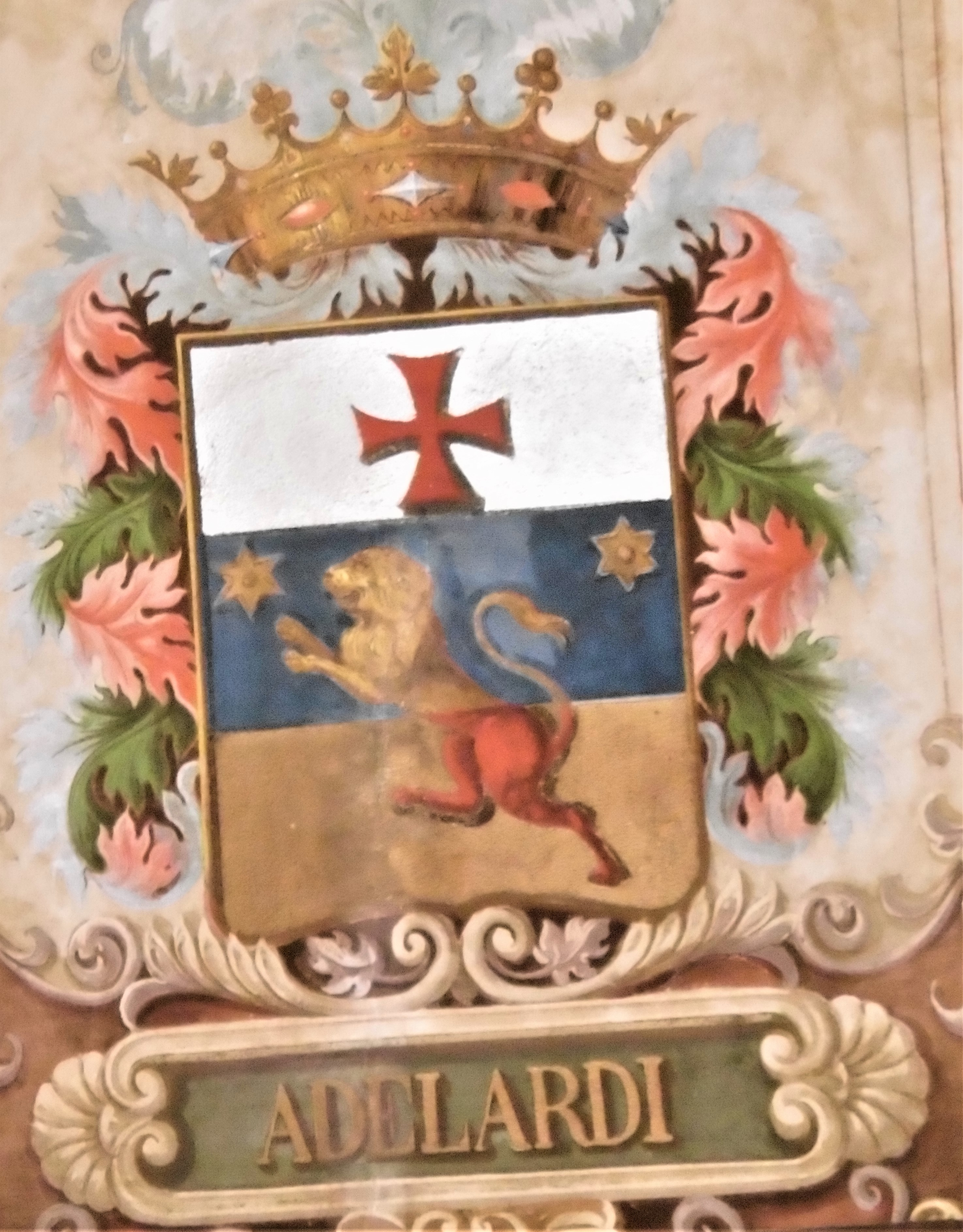
Stemma della famiglia Adelardi nel Palazzo Municipale di Ferrara

Il padre fu Adelardo II Adelardi di Marchesella o semplicemente Adelardi di Marchesella, della famiglia guelfa ferrarese degli Adelardi.
Lo zio paterno era Guglielmo II, dominatore della fazione guelfa ferrarese, il quale indicò nel suo testamento del 1183 che in caso di scomparsa senza eredi del fratello Adelardo II, padre di Marchesella, le sue fortune passassero a dei cugini, figli di una sorella della quale non è detto il nome. Il caso volle che nei due anni successivi morì prima Guglielmo II e poi Adelardo II, sicché Marchesella divenne unica erede del notevole patrimonio familiare.
Con la morte del padre, nel 1185, divenne ultima discendente della casata, e poiché aveva circa otto anni ebbe un tutore, Pietro Traversari. L'intenzione degli Adelardi sarebbe stata quella di darla in sposa ad Arriverio Torelli, o Salinguerra II, della famiglia ghibellina dei Torelli, allo scopo di pacificare le rivali fazioni cittadine
Al progetto si opposero il tutore Pietro Traversari, guelfo ravennate, e lo zio, che aveva sposato una sorella del padre, i quali la promisero in sposa a un membro degli Este, Azzo VI d'Este, figlio di Azzo V e nipote di Obizzo I.
Con una discussa manovra politica prevalsero quest'ultimi e furono suggellati gli sponsali col sedicenne Azzo VI d'Este (legge canonica prescriveva almeno 12 anni per il matrimonio).
Secondo alcune fonti il matrimonio non fu consumato della prematura scomparsa di Marchesella nel 1186 tuttavia il patrimonio della sua famiglia passò in eredità al casato degli Este sin dal 1187.
Secondo altre fonti Marchesella si sposò effettivamente, ma con Azzo V, e concordano nel passaggio dell'eredità Adelardi agli Este.